# Polzelo
Polzelo je naselje v Občini Velike Lašče.